# Rhynchopygus
Rhynchopygus is een geslacht van uitgestorven zee-egels uit de familie Stigmatopyginae. Vertegenwoordigers van dit geslacht zijn slechts als fossiel bekend.

## Soorten
- Rhynchopygus macari Smiser, 1935 †
- Rhynchopygus matleyi Hawkins, 1927 †
- Rhynchopygus peruvianus Brighton, 1926 †
- Rhynchopygus punctatus Arnold & H. L. Clark, 1927 †